# Frankfurt-Preungesheim
Preungesheim ist ein Stadtteil von Frankfurt am Main.

## Geografie
Preungesheim liegt 140 m über NN, ca. 3,5 km nordöstlich der Hauptwache und ist, seit 1. April 1910, ein Stadtteil von Frankfurt am Main.
Der Kern des Stadtteils liegt im Winkel von Gießener- und Homburger Landstraße. Die zusammenhängende Wohnungsbebauungen wird – nördlich von der Homburger Landstraße – durch die A 661 abgegrenzt, westlich durch den Stadtteil Frankfurter Berg. Nördlich der Homburger Landstraße erstreckt sich ein großes Gewerbegebiet, südlich stehen Gebäude der Bundespolizei. Die moderne Siedlungsentwicklung verlief vom historischen Dorfkern mit der Kirche in Richtung Frankfurter Innenstadt. Den größten Teil der Bebauung machen heute Siedlungen aus: Die Walter-Kolb-Siedlung grenzt im Süden an Bornheim, während die Karl-Kirchner-Siedlung relativ zentral liegt. Eine dritte – angelegt für rund 5.000 Bewohner – entstand ab 2005 mit der Siedlung Frankfurter Bogen in einem weiträumigen Bogen der A 661.
Die angrenzenden Stadtteile sind im Westen Eckenheim, im Nordwesten Frankfurter Berg, im Norden Berkersheim, im Osten Seckbach und im Süden Bornheim.

## Geschichte

### Jungsteinzeit
In den 1930er Jahren fanden Bauarbeiter in der Homburger Landstraße Tierknochen und Scherben aus der Jungsteinzeit. Während der Bauarbeiten am neuen Sportpark in Preungesheim Nord / Frankfurter Bogen wurden archäologische Funde aus der Jungsteinzeit extrahiert. Die Bauarbeiten wurden hierdurch verzögert.

### Mittelalter
Der Name Preungesheim leitet sich von dem Gründer des Dorfes ab, einem Franken namens Bruning. Die älteste erhaltene Erwähnung von Bruningesheim stammt aus dem Jahr 772 und ist in einer Schenkungsurkunde des Lorscher Codex verzeichnet.  Im Hochmittelalter gehörte Preungesheim zum Gericht und späteren Amt Bornheimerberg.
Im Norden von Preungesheim, im Bereich der Straße Hinterm Bachberg, befinden sich Reste der Burg Bachberg, einer ehemaligen Niederungsburg, die einem örtlichen Adelsgeschlecht, den Herren von Preungesheim, gehörte, die im 14. Jahrhundert ausstarben.
Seit 1215 ist eine Kirche im Dorf bezeugt. Das Kirchenpatronat stand ursprünglich dem Reich zu und wurde als Lehen an die Herren von Falkenstein vergeben, die es 1275 mit dem Deutschen Orden gegen die Kapelle in Rödelheim tauschten. Zum Kirchspiel von Preungesheim gehörten Berkersheim und Eckenheim. Kirchliche Mittelbehörde war das Archidiakonat des Propstes von St. Peter in Mainz, Dekanat Eschborn.
Im Jahr 1320 verpfändete König Ludwig IV. den Bornheimerberg – und so auch Preungesheim – an Ulrich II. von Hanau. 1336 gestattete der Kaiser der Stadt Frankfurt, den Bornheimerberg an seiner Stelle von Hanau einzulösen. 1351 erneuerte König Karl IV. die Pfandschaft für Hanau. 1434 wurde Graf Reinhard II. von Hanau von Kaiser Sigismund mit dem Bornheimerberg belehnt. Bei der Teilung der Grafschaft Hanau 1458 kam der Bornheimerberg zur Grafschaft Hanau-Münzenberg.
Das widersprüchliche Verhalten des Reichs führte zum Streit zwischen Frankfurt und Hanau, zumal Frankfurt sich so von Hanauer Gebiet „umzingelt“ sah. Alle Versuche Frankfurts, dies zu verhindern, scheiterten. Zwar wurden die Ansprüche Frankfurts auf die neunzehn Dörfer des Amtes nach einem über hundert Jahre dauernden Prozess vom Reichsgericht bestätigt, jedoch verfügten weder Frankfurt noch das Reich über die Macht, das Urteil durchzusetzen. So ließ sich die Stadt Frankfurt schließlich 1481 auf einen Vergleich ein: Hanau verzichtete zugunsten Frankfurts auf alle Ansprüche auf die Dörfer Bornheim, Hausen und Oberrad und erhielt das Amt Bornheimerberg im übrigen exklusiv. Preungesheim wurde damit hanauisch.

### Historische Namensformen
- Bruningesheim (772, 773)
- Rungeresheim (780–817)
- Gruningenheim (780–817)
- Bruningen (831)
- Bruningesheim (1222)

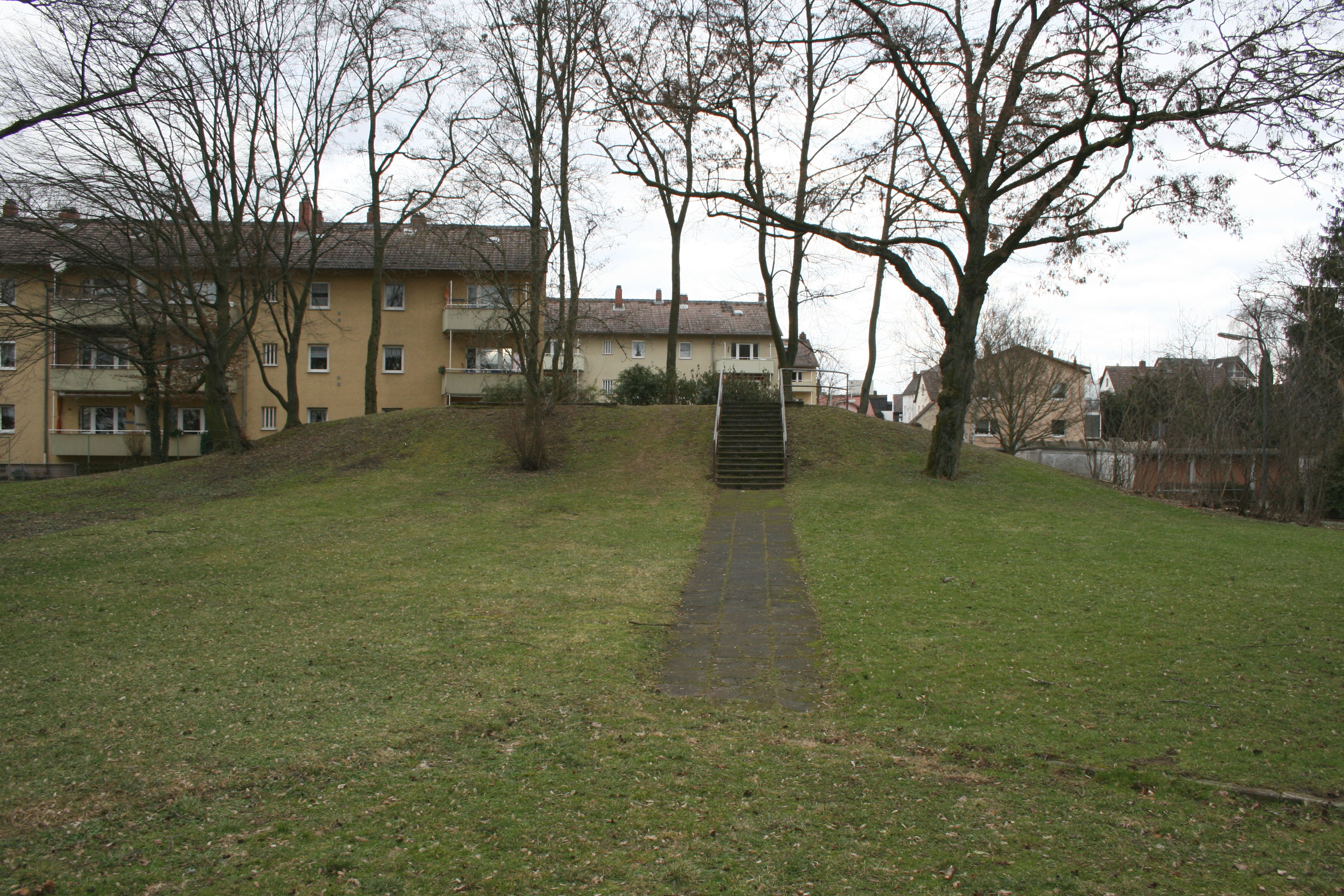
Ein Hügel als Rest der Burg Bachberg

- Bruningesheym (1226, 1236, 1254, 1267)
- Brunisheim (1275)

### Frühe Neuzeit
Die Reformation setzte sich in der Grafschaft Hanau-Münzenberg in der Mitte des 16. Jahrhunderts zunächst in ihrer lutherischen Ausprägung durch. 1548 wurde erstmals ein evangelischer Pfarrer in Preungesheim genannt. In einer „zweiten Reformation“ wurde die Konfession der Grafschaft Hanau-Münzenberg erneut gewechselt: Graf Philipp Ludwig II. verfolgte ab 1597 eine entschieden reformierte Kirchenpolitik. Er machte von seinem Jus reformandi, seinem Recht als Landesherr Gebrauch, die Konfession seiner Untertanen zu bestimmen, und setzte dies für die Grafschaft weitgehend als verbindlich durch.
Nach dem Tod des letzten Hanauer Grafen, Johann Reinhard III., 1736 erbte Landgraf Friedrich I. von Hessen-Kassel aufgrund eines Erbvertrages aus dem Jahr 1643 die Grafschaft Hanau-Münzenberg und damit auch Preungesheim. Seitdem gehörte der Ort zur Landgrafschaft Hessen-Kassel.

### Neuzeit

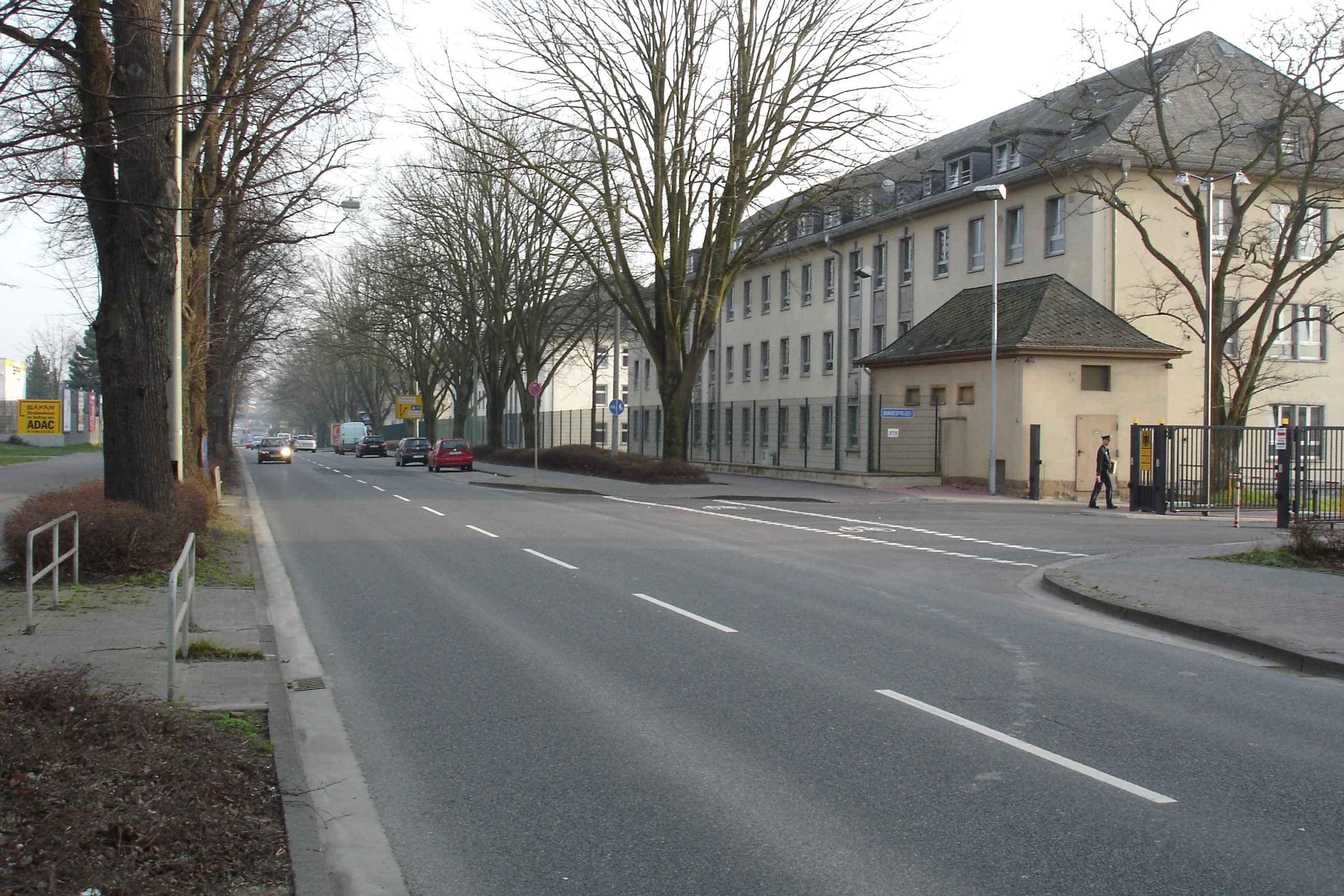
Ehemalige „Army“- und jetzige Bundespolizeikaserne

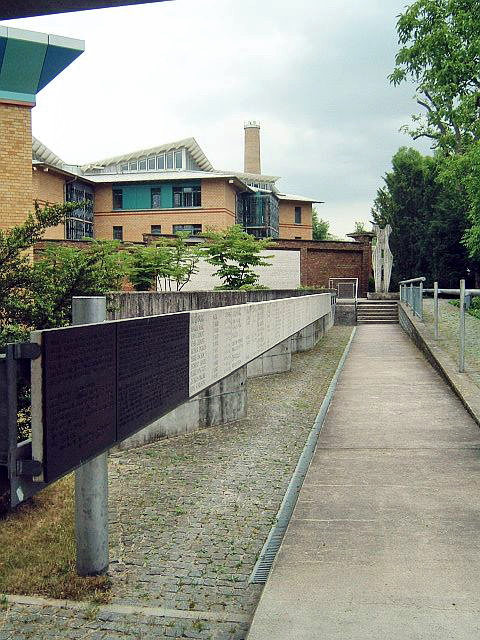
Gedenkstätte an der JVA für die Opfer des Nationalsozialismus (dahinter Teile der JVA)

1803 wurde die Landgrafschaft Hessen-Kassel zum Kurfürstentum Hessen erhoben. Während der napoleonischen Zeit stand Preungesheim ab 1806 unter französischer Militärverwaltung, gehörte 1807–1810 zum Fürstentum Hanau, Amt Bergen, und dann von 1810 bis 1813 zum Großherzogtum Frankfurt, Departement Hanau. Anschließend fiel es an das Kurfürstentum Hessen zurück. Nach der Verwaltungsreform des Kurfürstentums Hessen von 1821, im Rahmen derer Kurhessen in 4 Provinzen und 22 Kreise eingeteilt wurde, gehörte Preungesheim zum neu gebildeten Landkreis Hanau. Nach dem Krieg von 1866 stand Kurhessen auf der Verliererseite und wurde von Preußen annektiert. In Preußen gehörte Preungesheim nun zum Regierungsbezirk Kassel der Provinz Hessen-Nassau und ab 1886 zum Landkreis Frankfurt im Regierungsbezirk Wiesbaden. Am 1. April 1910 wurde Preungesheim mit zwölf weiteren Dörfern des Landkreises Frankfurt, der aufgelöst wurde, in die Stadt Frankfurt eingemeindet.

### Einwohnerentwicklung
Quelle: Historisches Ortslexikon
- 1643: 36 Haushaltungen
- 1651: 27 Haushaltungen
- 1742: 40 Haushaltungen
- 1753: 47 Haushaltungen

| Frankfurt-Preungesheim: Einwohnerzahlen von 1788 bis 2019 | Frankfurt-Preungesheim: Einwohnerzahlen von 1788 bis 2019 | Frankfurt-Preungesheim: Einwohnerzahlen von 1788 bis 2019 | Frankfurt-Preungesheim: Einwohnerzahlen von 1788 bis 2019 | Frankfurt-Preungesheim: Einwohnerzahlen von 1788 bis 2019 |
| --------------------------------------------------------- | --------------------------------------------------------- | --------------------------------------------------------- | --------------------------------------------------------- | --------------------------------------------------------- |
| Jahr                                                      |                                                           |                                                           |                                                           | Einwohner                                                 |
| 1788                                                      | 1788                                                      |                                                           | 237                                                       | 237                                                       |
| 1800                                                      | 1800                                                      |                                                           | ?                                                         | ?                                                         |
| 1834                                                      | 1834                                                      |                                                           | 515                                                       | 515                                                       |
| 1840                                                      | 1840                                                      |                                                           | 544                                                       | 544                                                       |
| 1846                                                      | 1846                                                      |                                                           | 613                                                       | 613                                                       |
| 1852                                                      | 1852                                                      |                                                           | 662                                                       | 662                                                       |
| 1858                                                      | 1858                                                      |                                                           | 734                                                       | 734                                                       |
| 1864                                                      | 1864                                                      |                                                           | 808                                                       | 808                                                       |
| 1871                                                      | 1871                                                      |                                                           | 919                                                       | 919                                                       |
| 1875                                                      | 1875                                                      |                                                           | 1.005                                                     | 1.005                                                     |
| 1885                                                      | 1885                                                      |                                                           | 1.255                                                     | 1.255                                                     |
| 1895                                                      | 1895                                                      |                                                           | 1.941                                                     | 1.941                                                     |
| 1905                                                      | 1905                                                      |                                                           | 2.546                                                     | 2.546                                                     |
| 1910                                                      | 1910                                                      |                                                           | 2.643                                                     | 2.643                                                     |
| 1925                                                      | 1925                                                      |                                                           | 2.990                                                     | 2.990                                                     |
| 1933                                                      | 1933                                                      |                                                           | 3.399                                                     | 3.399                                                     |
| 1939                                                      | 1939                                                      |                                                           | 4.241                                                     | 4.241                                                     |
| 1946                                                      | 1946                                                      |                                                           | 3.946                                                     | 3.946                                                     |
| 1950                                                      | 1950                                                      |                                                           | 4.355                                                     | 4.355                                                     |
| 1956                                                      | 1956                                                      |                                                           | 5.687                                                     | 5.687                                                     |
| 1961                                                      | 1961                                                      |                                                           | 7.270                                                     | 7.270                                                     |
| 1966                                                      | 1966                                                      |                                                           | 9.398                                                     | 9.398                                                     |
| 1970                                                      | 1970                                                      |                                                           | 9.252                                                     | 9.252                                                     |
| 1980                                                      | 1980                                                      |                                                           | 7.904                                                     | 7.904                                                     |
| 1990                                                      | 1990                                                      |                                                           | ?                                                         | ?                                                         |
| 2000                                                      | 2000                                                      |                                                           | ?                                                         | ?                                                         |
| 2010                                                      | 2010                                                      |                                                           | ?                                                         | ?                                                         |
| 2014                                                      | 2014                                                      |                                                           | 14.732                                                    | 14.732                                                    |
| 2019                                                      | 2019                                                      |                                                           | 15.863                                                    | 15.863                                                    |
| Quelle(n): ; 2014:                                        |                                                           |                                                           |                                                           |                                                           |

## Kirchen

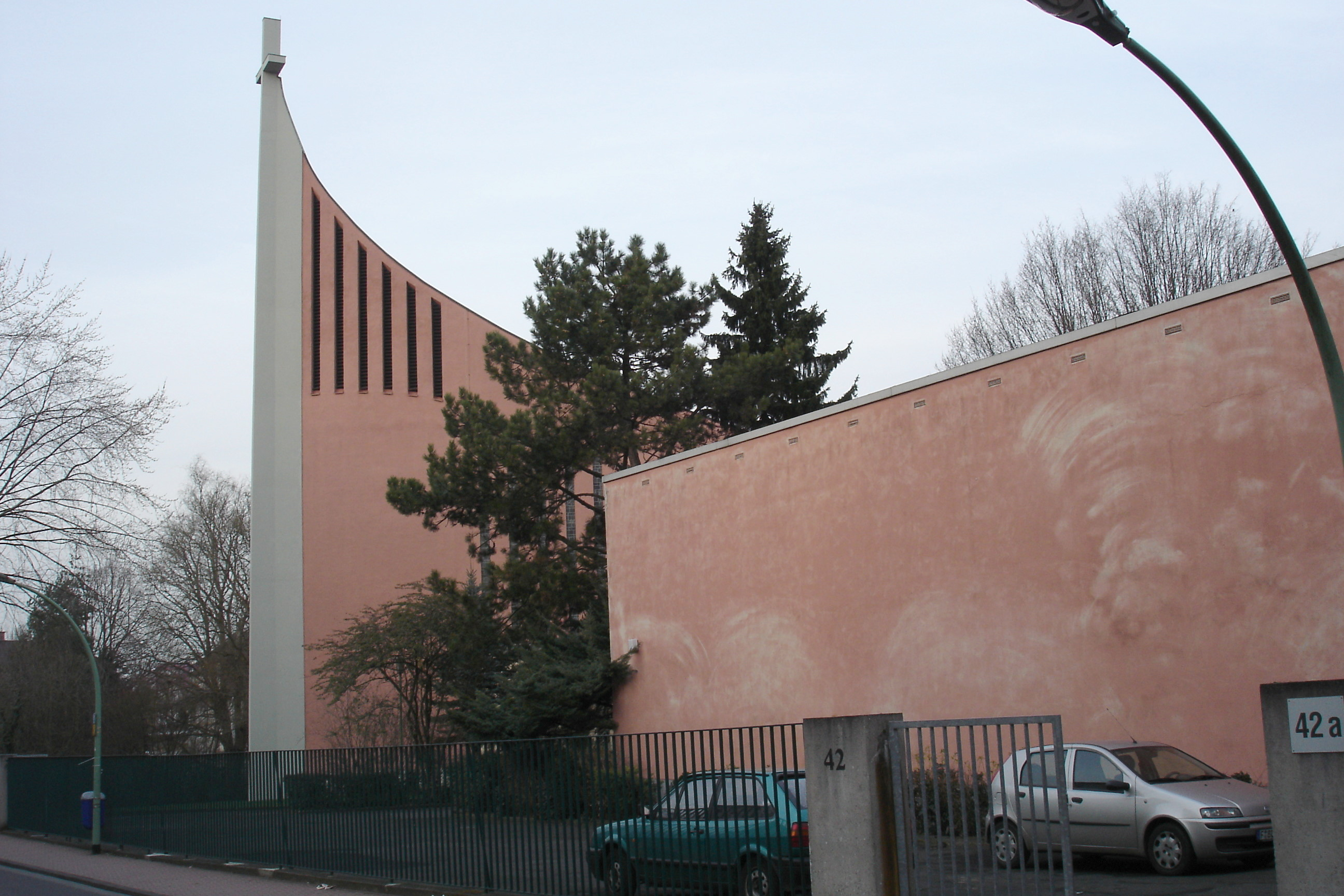
Römisch-katholische St. Christophorus-Kirche

Die heute evangelische Kreuzkirche ist die Pfarrkirche des ehemaligen Dorfes Preungesheim mit romanischem Chorturm und spätgotischen Maßwerkfenstern. Der Bau stammt aus dem 13. Jahrhundert und wurde mehrfach umgebaut (1716, 1744 und 1754), wobei die nördliche Seitenwand des mittelalterlichen Saalbaus vollständig abgetragen und die Kirche um ein Drittel nach Norden erweitert wurde. Die um 1300 entstandenen gotischen Wandmalereien auf der Ostwand wurden 1935 entdeckt. Im Innenraum ist ein romanisches Taufbecken erhalten. Zwei Spitzbogenarkaden über einer Säule aus dem 14. Jahrhundert, die früher den Zugang zu einer südlich des Kirchenschiffes gelegenen Kapelle ermöglichten, sind noch zu erkennen. Die Glasfenster im südlichen Seitenschiff entwarf Lina von Schauroth 1939. Das große Wandbild auf der Südseite oberhalb der Arkaden schuf Otto Linnemann aus Frankfurt im Jahr 1946.
Die evangelische Festeburgkirche wurde 1969 für die seit 1963 für den südlichen Bereich Preungesheims zuständige Festeburggemeinde eingeweiht.
1959 wurde die römisch-katholische St. Christophorusgemeinde gebildet und die St. Christophorus-Kirche im Jahr 1962 geweiht.

## Bekanntes, Sehenswürdigkeiten und Kulturdenkmäler

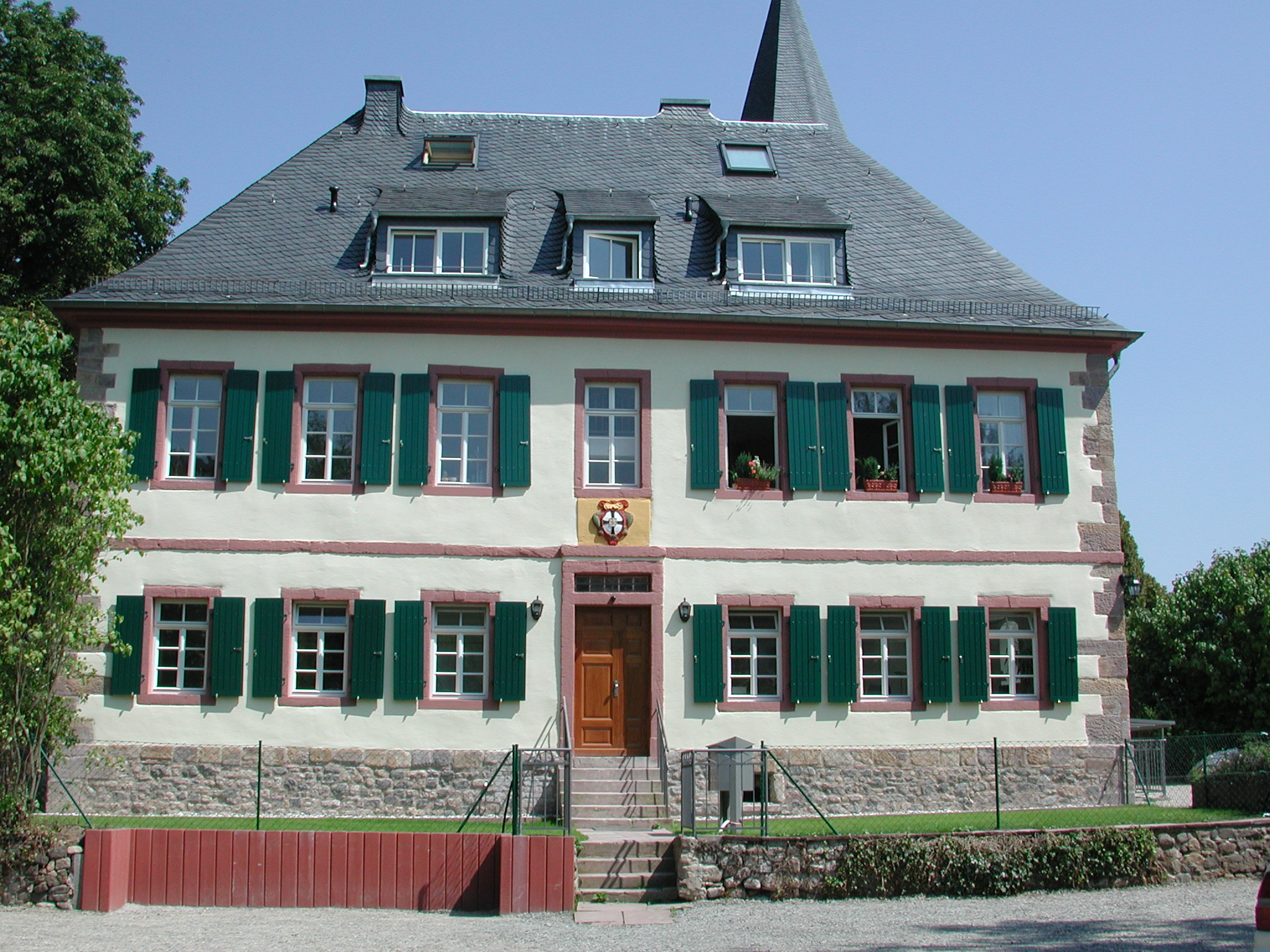
Pfarrhaus von 1742, im Erdgeschoss befindet sich das Stadtteilmuseum Museum an der Kreuzkirche

- Das 2015 durch den Preungesheimer Kultur- und Geschichtsverein mit Unterstützung der Kreuzgemeinde eröffnete Stadtteilmuseum Museum an der Kreuzkirche in der Weinstrasse 27 gibt einen Überblick über die Geschichte Preungesheims vom Mittelalter bis in die Zeit nach dem Zweiten Weltkrieg. Die einzelnen Abteilungen: 1. Preungesheim im Mittelalter, 2. Konfession und Krieg, 3. Der Deutsche Orden in Preungesheim, 4. Von der Reichsgründung 1871 bis zum Zweiten Weltkrieg und 5. Vom Land zur Stadt – der Alltag im 19. Jahrhundert. Untergebracht ist das Preungesheimer Stadtteilmuseum im barocken Pfarrhaus. Gezeigt werden zahlreiche historische Objekte aus Preungesheim.
- Die Burg Bachberg ist möglicherweise der Überrest einer mittelalterlichen Turmhügelburg. Der Hügel ist noch teilweise auf dem Gelände eines Spielplatzes erhalten.
- Überregional bekannt ist Preungesheim durch die Justizvollzugsanstalten Frankfurt am Main I, III und IV, die umgangssprachlich häufig auch nur als JVA Preungesheim bezeichnet werden. Der erste Bau einer Strafanstalt erfolgte in den Jahren 1882 bis 1887. Im damaligen Zuchthaus Preungesheim wurden während der NS-Zeit zahlreiche politische Oppositionelle hingerichtet und während des Zweiten Weltkriegs auch Partisanen. Daran erinnert eine Gedenkstätte mit Namenstafeln und einem Mahnspruch von Ricarda Huch.

Das Frauengefängnis beinhaltet heute ein Mutter-Kind-Programm und hat nach Angaben des Hessischen Justizministeriums international Vorbildcharakter (berufsvorbereitende Lehrgänge und Freigängertrakt). Die langjährige Leiterin der Frauenvollzugsanstalt Preungesheim von 1947 bis 1975 Helga Einsele erhielt 1992 den ersten Tony-Sender-Preis der Stadt Frankfurt für deren Pionierarbeit für einen humaneren Strafvollzug.
- Die von 1960 bis 1963 errichtete Karl-Kirchner-Siedlung ist nach dem Frankfurter Sozialdemokraten Karl Kirchner benannt. Er war 1918 Mitglied des Arbeiter- und Soldatenrates und von 1919 bis 1933 SPD-Stadtverordneter in Frankfurt, wo er seit 1924 auch den Fraktionsvorsitz innehatte. Der Ehemann der Widerstandskämpferin Johanna Kirchner wurde während der NS-Zeit aus dem städtischen Dienst entlassen, wegen politischen Widerstands mehrfach inhaftiert und wegen Hochverrats angeklagt.

## Bildung und soziale Einrichtungen
Neben zahlreichen Horten und Kindergärten befinden sich in Preungesheim die
- Carlo-Mierendorff-Schule, eine Gesamtschule
- Liesel-Oestreicher-Schule, Grundschule des Stadtteils
- SAE Institute, eine Hochschule im Medienbereich
- Das Oberstufengymnasium der Carlo-Mierendorf-Schule wurde im Sommer 2022 eröffnet.[8] Es soll die bestehende Carlo-Mierendorff-Schule ergänzen.[9]

## Auszeichnungen
- Am 6. Mai 2017 fand auf dem Schulhof der Carlo-Mierendorff-Schule ein Weltrekordversuch statt, bei dem die Menschenrechtserklärung in 55 Sprachen in einer Lesestaffel vorgelesen wurde. Der Weltrekord muss noch durch das Guinnessbuch genehmigt werden.[10]

## Verkehr

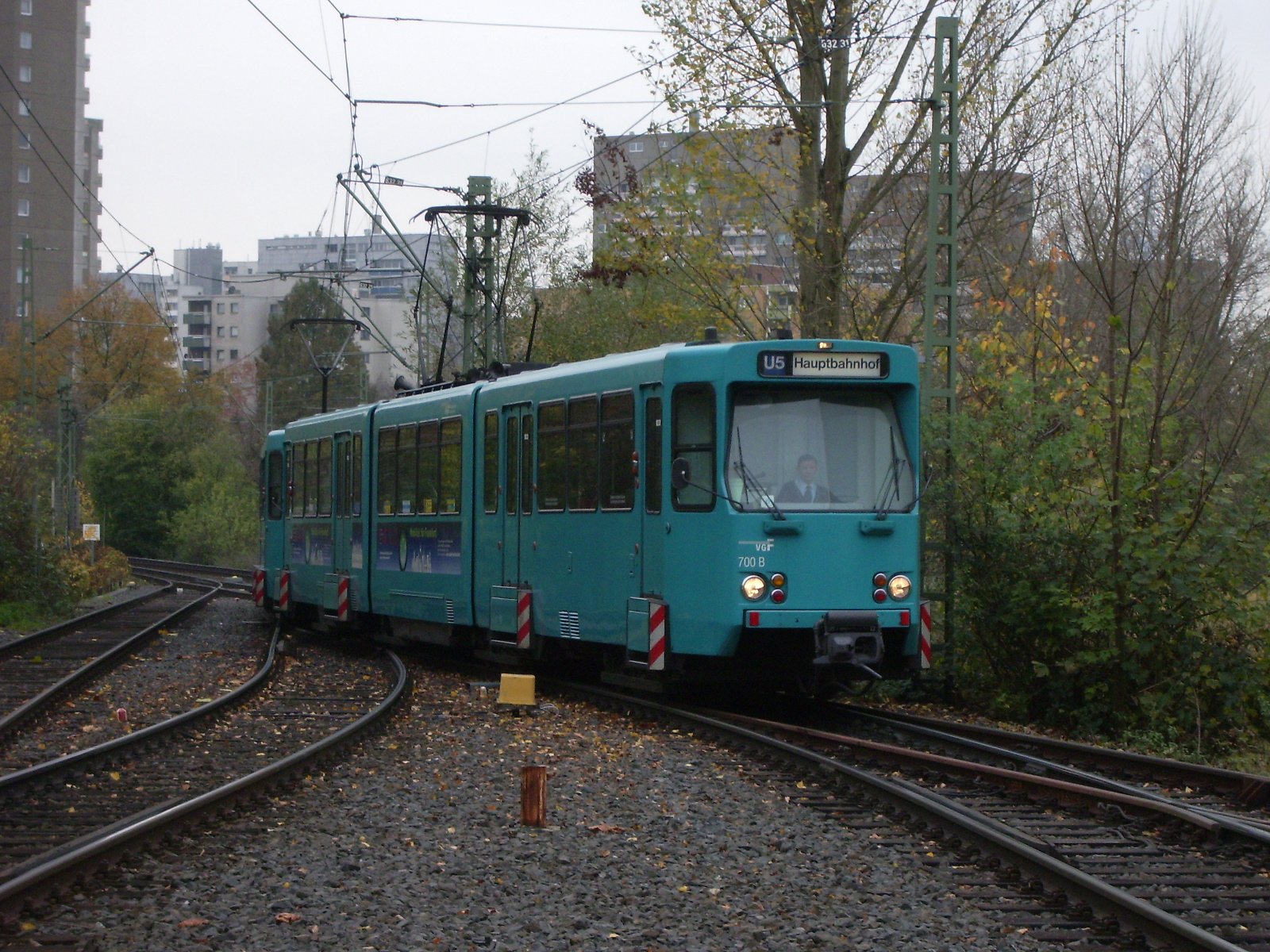
U 5 bei Einfahrt in ihre Endhaltestelle Preungesheim (Das Laufschild ist bereits für die Rückfahrt eingestellt)

Die Hauptstraße des Stadtteils und zugleich Frankfurts längste Straße ist die Homburger Landstraße, die Preungesheim in Süd-Nord-Richtung durchzieht. Entlang der Homburger Landstraße liegt der alte Ortskern. Zur Entlastung der alten Hauptstraße wird der Durchgangsverkehr über die breit ausgebaute Gießener Straße – ab der Friedberger Landstraße – parallel geleitet. Sie schließt sich an ihrem nördlichen Ende – unmittelbar vor der Kreuzung mit der A 661 – an die Homburger Landstraße an. Die Gießener Straße wird auch von der U-Bahn-Linie U5 ab Marbachweg, auf eigenem Gleiskörper, befahren. Die Verlängerung der U-Bahn-Linie von ihrer Endstation zur S-Bahn-Station Frankfurter Berg ist vorgesehen. Von 2009 bis 2011 wurde eine Straßenbahnstrecke (Linie 18) von der Konstablerwache kommend nach Preungesheim Ost, Gravensteiner-Platz, gebaut. Die Eröffnung erfolgte im Dezember 2011. Somit erhielt der Frankfurter Bogen und der östliche Bereich Preungesheims eine schnelle Anbindung zur Innenstadt.
| Linie | Verlauf | Takt                                                                   |
| ----- | --- | ---------------------------------------------------------------------- |
| 18    | Preungesheim Gravensteiner-Platz – Friedberger Warte – Nordend Ost – Konstablerwache – Lokalbahnhof – Südbahnhof – Fritz-Kissel-Siedlung – Louisa Bahnhof | 10 min (werktags) 7/8 min (HVZ an Schultagen) 15 min (sonn-/feiertags) |